# Saas-Almagell
Saas-Almagell es una comuna suiza del cantón del Valais, localizada en el distrito de Visp. Limita al norte con la comuna de Saas-Grund, al este y sur con Antrona Schieranco (IT-VB), Ceppo Morelli (IT-VB), Macugnaga (IT-VB), y al occidente con Zermatt, Täsch y Saas-Fee.
Pirmin Zurbriggen, nativo del lugar y campeón mundial de esquí, es conocido internacionalmente.